# Saint-Égrève
Saint-Égrève is een gemeente in het Franse departement Isère (regio Auvergne-Rhône-Alpes). De plaats maakt deel uit van het arrondissement Grenoble. Saint-Égrève telde op 1 januari 2022 17.930 inwoners. 

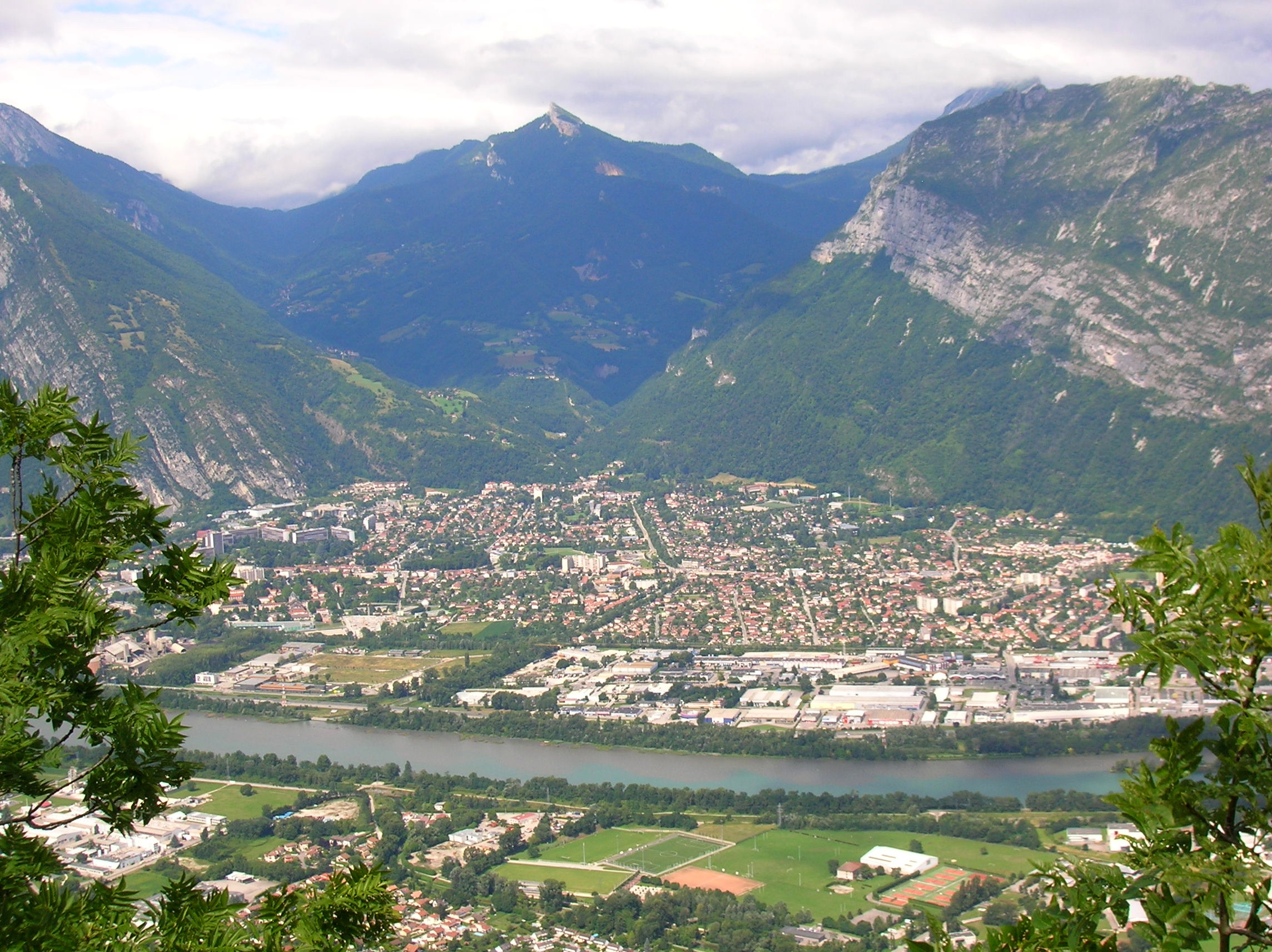
Saint-Égrève
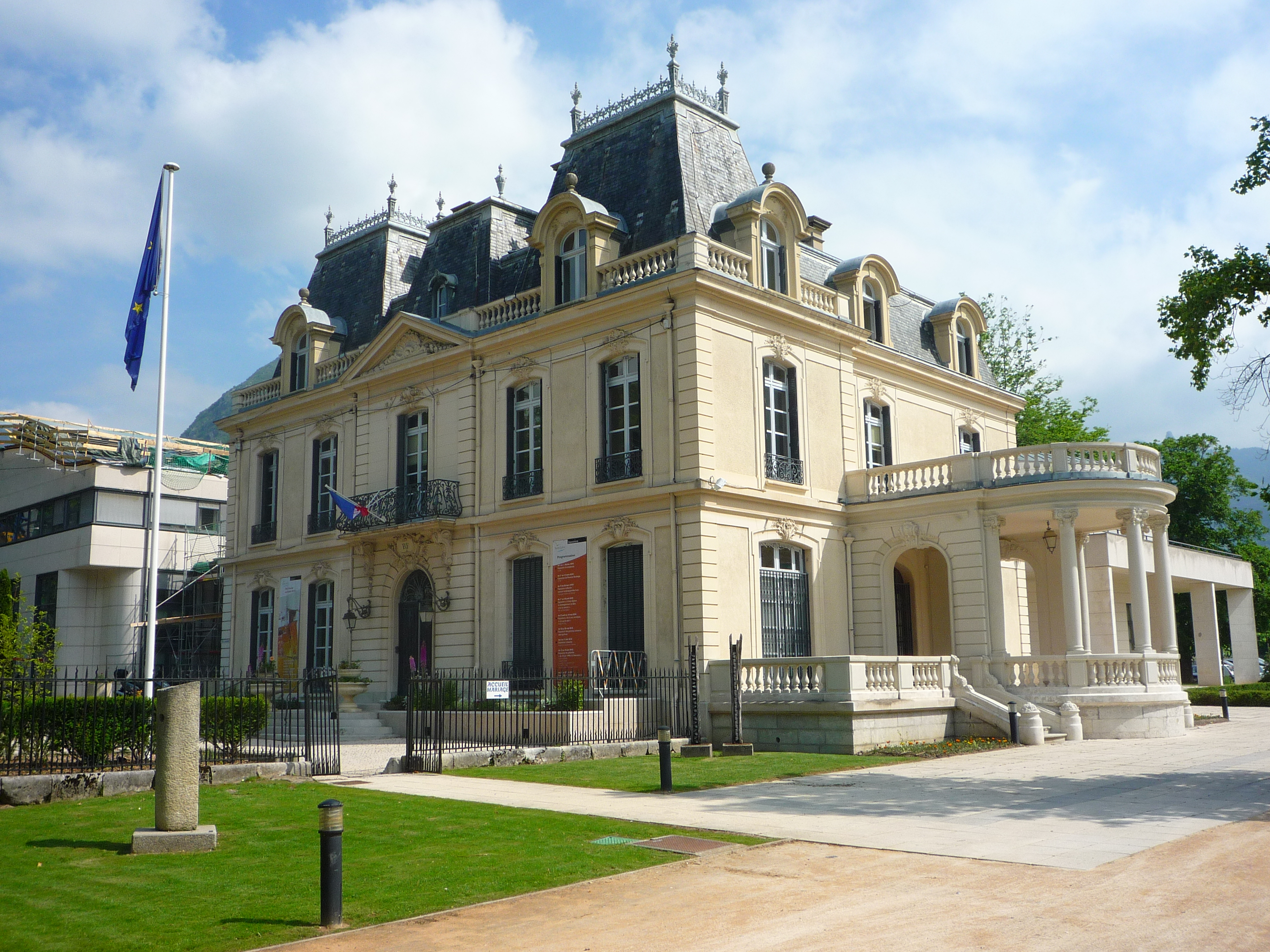
Gemeentehuis

## Geografie
De oppervlakte van Saint-Égrève bedroeg op 1 januari 2022 10,88 vierkante kilometer; de bevolkingsdichtheid was toen 1.648 inwoners per km².

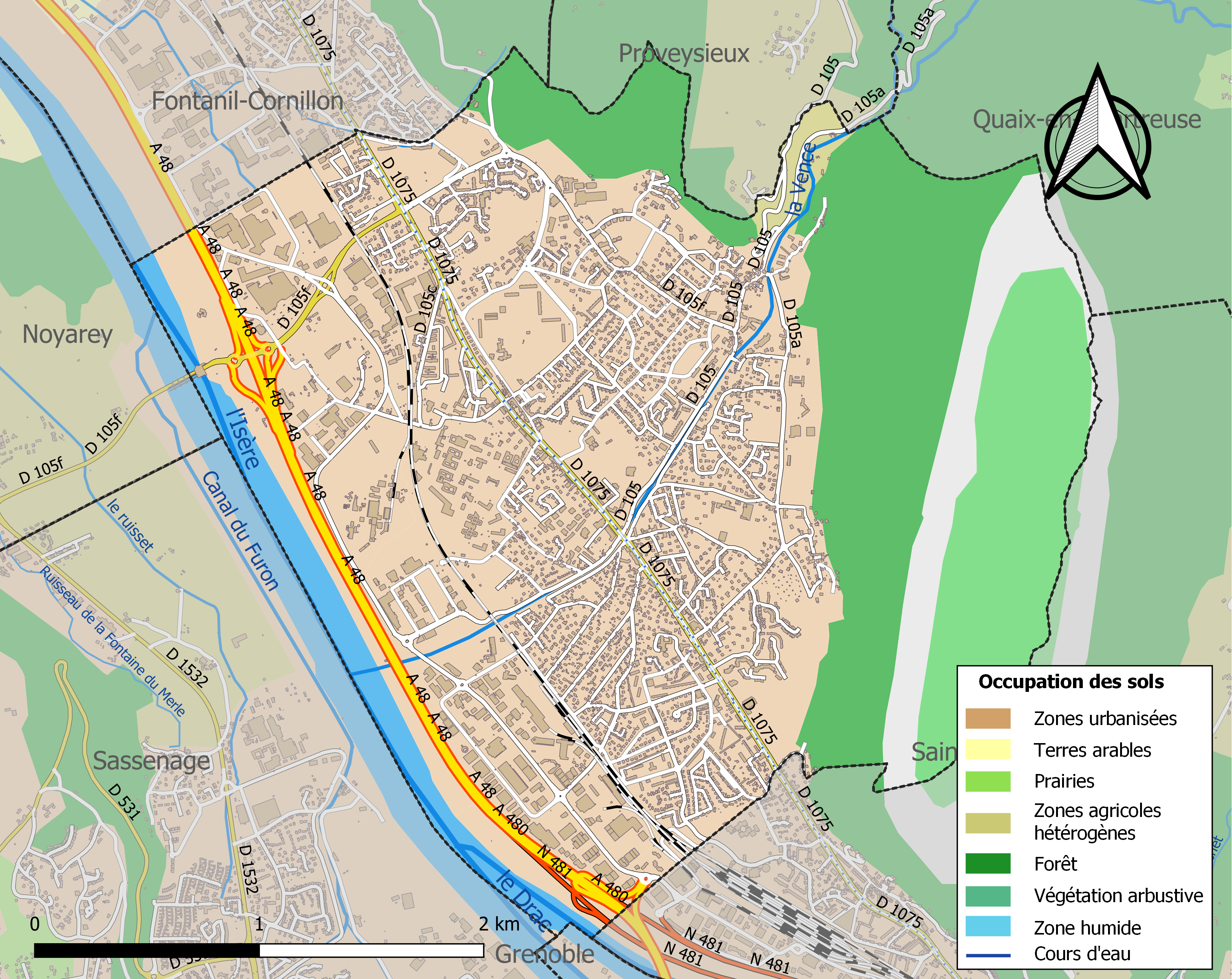
Kaart van de gemeente met de belangrijkste infrastructuur, bodemgebruik en omliggende gemeenten

## Verkeer en vervoer
In de gemeente ligt spoorwegstation Saint-Égrève-Saint-Robert.

## Demografie
Onderstaande figuur toont het verloop van het inwonertal (bron: INSEE-tellingen).